# زایرابراهیمی
زایرابراهیمی، روستایی است از توابع بخش دلوار در شهرستان تنگستان استان بوشهر ایران.

## جمعیت
این روستا در دهستان دلوار قرار داشته و بر اساس سرشماری رسمی سال ۱۳۹۵ُ جمعیت آن ۳۳۱ نفر (۹۲ خانوار) می‌باشد و در سال ۱۳۸۵ جمعیت آن ۲۱۴ نفر (۵۶ خانوار) بوده‌است.